# Edward Bałtusis
Edward Józef Bałtusis (ur. 18 marca 1900 w Różanie, zm. 15 września 1959 w Londynie) – podpułkownik saperów Wojska Polskiego.

## Życiorys
Urodził się 18 marca 1900 w Różanie, pow. makowskim jako syn Jerzego. Od 1920 służył jako dowódca plutonu w 8 batalionie saperów w 1 pułku saperów. Następnie od 1923 roku pełnił służbę w 3 pułku saperów, w 1927 roku został przeniesiony do kadry oficerów saperów z równoczesnym przydziałem do Oficerskiej Szkoły Inżynierii na stanowisko dowódcy kompanii obsługi. 1 września 1932 roku został przeniesiony ze Szkoły Podchorążych Inżynierii do 8 batalionu saperów. Na stopień majora został mianowany ze starszeństwem z 19 marca 1937 i 26. lokatą w korpusie oficerów saperów. W 1939 pełnił służbę w Wydziale Ogólnym Dowództwa Saperów MSWojsk. na stanowisku kierownika referatu ogólno-organizacyjnego.
Po przegranej kampanii wrześniowej 18 września 1939 roku przedostał się do Rumunii poprzez Kuty wraz z gen. bryg. Kossakowskim. 21 stycznia 1940 był już w Paryżu. W okresie od 30 czerwca do 29 sierpnia 1940 pełnił obowiązki zastępcy dowódcy 1 batalionu saperów, a od 29 sierpnia 1940 roku został dowódcą 1 batalionu saperów na Zachodzie.

## Awanse
- podporucznik – ze starszeństwem z dniem 1 sierpnia 1920[3][11]
- porucznik – 1923 ze starszeństwem z dniem 1 czerwca 1921[12]
- kapitan – 1932 ze starszeństwem z dniem 1 stycznia 1930[13]

## Ordery i odznaczenia
- Krzyż Walecznych (1922)[14]
- Srebrny Krzyż Zasługi – 19 marca 1937 „za zasługi w służbie wojskowej”[15][16]